# سکی ایچیهارا
سکی ایچیهارا (ژاپنی: 市原 聖曠) فوتبالیست پیشین و مربی فوتبال اهل ژاپن است.
سکی ایچیهارا در تیم‌هایی همچون تیم ملی فوتبال زنان ژاپن مربی‌گری کرده‌است.